# Click (radio)
Digital Planet es un programa de radio de la BBC emitido en el BBC World Service y en podcast en BBC News Online. Presentado por Gareth Mitchell y con los comentarios expertos de Bill Thompson, es un vistazo semanal a las historias de la tecnología y noticias de todo el mundo.
Entre 2001 y 2004 estaba presentado por Tracey Logan y en ese periodo fue uno de los pocos programas de la BBC con webcast, con cámaras en el estudio.
El programa se emite en el BBC World Service a las 12:32 GMT los miércoles.
Hasta el 27 de marzo de 2006, el programa era conocido como "Go Digital" y el 29 de marzo de 2011 cambió su demoninacion de "Digital Planet" al actual Click
Después del final de Digital Planet, en abril de 2023, Mitchell y Thompson regresaron con un podcast de nueva tecnología, The Gareth and BillCast.

## Formato del programa y temas
Click cubre un gran rango de temas que afectan a la tecnología. Esto puede variar y cubren muchas áreas diferentes, aunque a menudo hay segmentos de soluciones tecnológicas a los problemas que enfrentan las causas caritativas o humanitarias, con un orador que representa la causa y es entrevistado por Gareth Mitchell. Un ejemplo es el segmento en un protector de pantalla que aprovecha el poder de PCs para el hogar para ayudar a realizar complejos cálculos matemáticos para ayudar a curar la malaria